# إلمام بالبيانات
معرفة البيانات أو الإلمام بالبيانات هي القدرة على قراءة البيانات وفهمها وإنشاءها ونقلها كمعلومات مفهومة. على غرار معرفة القراءة والكتابة، يركز مفهوم الإلمام بالبيانات على المهارات التي يتطلبها العمل مع البيانات.

## تمهيد
نظرًا لأن جمع البيانات ومشاركة البيانات أصبحا أمرًا روتينيًا وبما أن مواضيع تحليل البيانات والبيانات الضخمة ذاعت في الأخبار والأعمال التجارية وبين الحكومات وفي المجتمع بات من الواضح أن الإلمام بالبيانات أمر مهم للطلاب والمواطنين وعامة القراء. يرتبط مفهوم الإلمام بالبيانات بعلم البيانات الذي يهتم بتحليل البيانات -بشكل آلي عادةً- وتفسير النتائج وتطبيقها.
يختلف الإلمام بالبيانات عن الإلمام الإحصائي بأنه يتضمن فهم ما تعنيه البيانات بالإضافة إلى القدرة على قراءة الرسوم البيانية والمخططات واستخلاص النتائج من البيانات. من ناحية أخرى، يعرف الإلمام الإحصائي بأنه «القدرة على قراءة وتفسير الإحصائيات الموجزة في وسائل الإعلام اليومية» مثل الرسوم البيانية والجداول والبيانات والمسوحات والدراسات.

## المكتبات ومحو أمية البيانات
ينظم أمناء المكتبات ورش عمل تعريفية حول الإلمام بالبيانات للطلاب والباحثين، ويعملون أيضًا على تطوير مهاراتهم في معرفة البيانات.
اقترحت عدد من المؤسسات والتخصصات مجموعة من المهارات والكفاءات التي يمكن استخدامها كإطار مرجعي مشترك للبرامج التعليمية التي تقدمها المكتبات.
قام أمناء المكتبات بإنشاء عدة موارد للإلمام بالبيانات مثل:
- برنامج تعليمي لإدارة البيانات والنشر والتدريب على إدارة بيانات البحوث في معهد ماساتشوستس للتكنولوجيا
- تدريب منترا لإدارة بيانات البحوث من إيدينا

- مكتبة بيانات جامعة إدنبرة.

- دورة إدارة البيانات لمكتبات جامعة مينيسوتا للمهندسين الإنشائيين.